# Profesionalen Futbolen Klub Černo More Varna
Il Profesionalen Futbolen Klub Černo More Varna, abbreviato in PFK Černo More Varna (in bulgaro ПФК Черно море Варна?, Club Calcistico Mar Nero Varna), è una società calcistica bulgara con sede nella città di Varna. Milita nella Părva liga, la massima serie del campionato bulgaro di calcio.
Fondata nel 1913 come TSD Reka Tiča, nella sua storia il club ha vinto il campionato bulgaro per quattro volte e in tre circostanze si è classificato terzo, anche se il Vladislav vinse il campionato bulgaro in tre occasioni e il Tiča in una. Nella stagione 2014-2015 il club, battendo in finale il Levski Sofia, si è aggiudicato la Coppa di Bulgaria, competizione in cui conta anche due finali perse.

## Storia

### Situazione precedente
il 3 marzo 1913 viene fondata a Varna l'associazione sportiva Galata, più tardi rinominata Reka Tiča. Qualche anno più tardi la squadra si unisce allo Sportist, fino da essere rinominato Sports Club Tiča, e a scegliere come colori sociali il rosso e il bianco. Il club ottiene due secondi posto in campionato a metà degli anni trenta, fino alla vittoria nella stagione 1937-1938.
Il 3 aprile 1916 viene fondato il Vladislav Varna, inizialmente chiamato Sport Club Napred, avente come colori sociali il verde e il bianco. La squadra vince i primi due campionati nazionali nel 1925 e nel 1926. Dopo due secondi posti torna alla vittoria nel 1934. Successivamente conquista altri due secondi posto.

### Dalla nascita del club
Il club è fondato nel 1945 come TV-45 dalla fusione di FC Vladislav e SK Tiča, nome successivamente mutato in TVP-45 dopo l'ingresso del Primorec nell'unione. Nei primi tre campionati a cui partecipa, svolti nel formato di coppa, viene eliminato nei quarti di finale. Successivamente, in seguito alla riorganizzazione del campionato nazionale, il club disputa il campionato di seconda divisione fino al 1951, quando è nuovamente promosso: nella stagione 1952 si classifica settimo in massima divisione, mentre la stagione successiva ottiene un buon terzo posto. Retrocede in seconda divisione al termine del campionato 1955, lo stesso accade nel campionato 1958-1959, ma in entrambi i casi è subito promosso. Nel 1959 il club si fonde con il Černo More, club di seconda divisione, assumendo l'attuale denominazione.
Il Černo More trascorre tutti gli anni sessanta e buona parte degli anni settanta in prima divisione, ottenendo come massimo risultato il quarto posto conquistato ottenuto nel campionato 1968-1969, e venendo retrocesso solo al termine della stagione 1975-1976. La riconquista della promozione è anche in questo caso immediata. La squadra rimane nel campionato maggiore fino alla metà degli anni ottanta. Gli anni novanta non sono un buon decennio per il club, che torna in prima divisione solo all'inizio degli anni duemila.
Nel 2006 il Černo More giunge per la prima volta in finale di Coppa di Bulgaria, nella quale viene sconfitto per 3-1 dal CSKA Sofia. Nel luglio 2007, dopo aver eliminato il Makedonija Gjorče Petrov, è estromesso dalla Sampdoria dalla Coppa Intertoto con un doppio 1-0. Per la formazione bulgara, allenata da Nikola Spasov, si tratta della prima partecipazione alle coppe europee: prima di allora il Černo More aveva disputato soltanto l'edizione 1982 della Coppa Piano Karl Rappan. Al termine della stessa stagione il club disputa per la seconda volta la finale della coppa nazionale, ma è sconfitto per 1-0 dal Liteks Loveč. Nella stagione seguente la squadra disputa invece la Coppa UEFA, dalla quale è eliminata al terzo turno dallo Stoccarda. Quella stagione si conclude con il terzo posto in campionato: per questo motivo il Černo More Varna partecipa all'Europa League 2009-2010, manifestazione in cui viene eliminata al terzo turno preliminare dal PSV.
Nel 2014-2015 la squadra vince il suo primo trofeo nazionale, aggiudicandosi la Coppa di Bulgaria in finale contro il Levski Sofia dopo aver rimontato l'iniziale svantaggio ed essersi imposta per 2-1.

## Cronologia del nome
- 1945: Fusione tra SK Vladislav Varna e SK Tiča Varna nasce il TV-45
- 1946: TVP Varna
- 1948: Botev pri DNA
- 1949: Botev Stalin
- 1950: VUS Stalin
- 1956: VUS Varna
- 1956: SKNA Varna
- 1959: VUS Varna
- 1959: FC Cherno More Varna

## Statistiche e record

### Statistiche nelle competizioni UEFA
Tabella aggiornata alla stagione 2024-2025.
| Competizione                  | Partecipazioni | G  | V | N | P | RF | RS |
| ----------------------------- | -------------- | -- | - | - | - | -- | -- |
| Coppa UEFA/UEFA Europa League | 3              | 12 | 5 | 3 | 4 | 20 | 12 |
| UEFA Conference League        | 1              | 2  | 0 | 1 | 1 | 1  | 2  |
| Coppa Intertoto UEFA          | 2              | 10 | 4 | 2 | 4 | 14 | 10 |

## Organico

### Rosa 2023-2024
Aggiornata al 22 marzo 2024.
| N. |                       | Ruolo | Calciatore       |
| -- | --------------------- | ----- | ---------------- |
| 2  | Bulgaria (bandiera)   | D     | Cvetomir Panov   |
| 3  | Bulgaria (bandiera)   | D     | Živko Atanasov   |
| 4  | Bulgaria (bandiera)   | D     | Rosen Stefanov   |
| 6  | Bulgaria (bandiera)   | D     | Viktor Popov     |
| 7  | Portogallo (bandiera) | C     | Matheus Clemente |
| 8  | Francia (bandiera)    | C     | Mazire Soula     |
| 9  | Bulgaria (bandiera)   | A     | Atanas Iliev     |
| 10 | Bulgaria (bandiera)   | A     | Velislav Vasilev |
| 11 | Bulgaria (bandiera)   | C     | Ilian Iliev      |
| 13 | Bulgaria (bandiera)   | P     | Galin Grigorov   |
| 14 | Bulgaria (bandiera)   | C     | Kalin Georgiev   |
| 15 | Croazia (bandiera)    | D     | Petar Bosančić   |
| 17 | Bulgaria (bandiera)   | A     | Angel Angelov    |
| 19 | Martinica (bandiera)  | A     | Mathias Coureur  |

| N. |                          | Ruolo | Calciatore       |
| -- | ------------------------ | ----- | ---------------- |
| 20 | Guinea-Bissau (bandiera) | A     | Madi Queta       |
| 22 | Bulgaria (bandiera)      | P     | Georgi Georgiev  |
| 23 | Bulgaria (bandiera)      | C     | Lăčezar Jordanov |
| 25 | Bulgaria (bandiera)      | P     | Ivan Djulgerov   |
| 27 | Bulgaria (bandiera)      | D     | Daniel Dimov     |
| 30 | Bulgaria (bandiera)      | D     | Petăr Ivanov     |
| 31 | Algeria (bandiera)       | A     | Zakaria Benchaâ  |
| 32 | Bulgaria (bandiera)      | D     | Martin Dičev     |
| 39 | Bulgaria (bandiera)      | A     | Nikolaj Zlatev   |
| 43 | Bulgaria (bandiera)      | D     | Nasko Jankov     |
| 71 | Bulgaria (bandiera)      | C     | Vasil Panajotov  |
| 77 | Bulgaria (bandiera)      | C     | Stefan Velev     |
| 88 | Guinea-Bissau (bandiera) | C     | Mimito Biai      |

### Rosa 2022-2023
Aggiornata al 22 agosto 2022.
| N. |                       | Ruolo | Calciatore       |
| -- | --------------------- | ----- | ---------------- |
| 2  | Bulgaria (bandiera)   | D     | Cvetomir Panov   |
| 3  | Bulgaria (bandiera)   | D     | Živko Atanasov   |
| 4  | Bulgaria (bandiera)   | D     | Rosen Stefanov   |
| 6  | Bulgaria (bandiera)   | D     | Viktor Popov     |
| 7  | Portogallo (bandiera) | C     | Matheus Clemente |
| 8  | Francia (bandiera)    | C     | Mazire Soula     |
| 9  | Bulgaria (bandiera)   | A     | Atanas Iliev     |
| 10 | Bulgaria (bandiera)   | A     | Velislav Vasilev |
| 11 | Brasile (bandiera)    | C     | Alex Fernandes   |
| 13 | Bulgaria (bandiera)   | P     | Galin Grigorov   |
| 14 | Bulgaria (bandiera)   | C     | Kalin Georgiev   |
| 15 | Croazia (bandiera)    | D     | Petar Bosančić   |
| 17 | Bulgaria (bandiera)   | A     | Angel Angelov    |
| 19 | Martinica (bandiera)  | A     | Mathias Coureur  |

| N. |                          | Ruolo | Calciatore       |
| -- | ------------------------ | ----- | ---------------- |
| 20 | Guinea-Bissau (bandiera) | A     | Madi Queta       |
| 22 | Bulgaria (bandiera)      | P     | Georgi Georgiev  |
| 23 | Bulgaria (bandiera)      | C     | Lăčezar Jordanov |
| 25 | Bulgaria (bandiera)      | P     | Ivan Djulgerov   |
| 27 | Bulgaria (bandiera)      | D     | Daniel Dimov     |
| 30 | Bulgaria (bandiera)      | D     | Petăr Ivanov     |
| 31 | Algeria (bandiera)       | A     | Zakaria Benchaâ  |
| 32 | Bulgaria (bandiera)      | D     | Martin Dičev     |
| 39 | Bulgaria (bandiera)      | A     | Nikolaj Zlatev   |
| 43 | Bulgaria (bandiera)      | D     | Nasko Jankov     |
| 71 | Bulgaria (bandiera)      | C     | Vasil Panajotov  |
| 77 | Bulgaria (bandiera)      | C     | Stefan Velev     |
| 88 | Guinea-Bissau (bandiera) | C     | Mimito Biai      |

### Rosa 2021-2022
| N. |                       | Ruolo | Calciatore       |
| -- | --------------------- | ----- | ---------------- |
| 2  | Bulgaria (bandiera)   | D     | Cvetomir Panov   |
| 3  | Bulgaria (bandiera)   | D     | Živko Atanasov   |
| 4  | Bulgaria (bandiera)   | D     | Rosen Stefanov   |
| 6  | Bulgaria (bandiera)   | D     | Viktor Popov     |
| 7  | Portogallo (bandiera) | A     | Rodrigo Vilela   |
| 8  | Francia (bandiera)    | C     | Mazire Soula     |
| 9  | Ucraina (bandiera)    | A     | Jevhen Serdjuk   |
| 10 | Bulgaria (bandiera)   | A     | Velislav Vasilev |
| 13 | Bulgaria (bandiera)   | P     | Galin Grigorov   |
| 14 | Bulgaria (bandiera)   | C     | Kalin Georgiev   |
| 16 | Bulgaria (bandiera)   | A     | Denislav Angelov |
| 19 | Martinica (bandiera)  | A     | Mathias Coureur  |
| 22 | Bulgaria (bandiera)   | P     | Georgi Georgiev  |

| N. |                               | Ruolo | Calciatore           |
| -- | ----------------------------- | ----- | -------------------- |
| 23 | Spagna (bandiera)             | C     | Pablo Álvarez        |
| 25 | Bulgaria (bandiera)           | P     | Ivan Djulgerov       |
| 27 | Bulgaria (bandiera)           | D     | Daniel Dimov         |
| 28 | Macedonia del Nord (bandiera) | D     | Vlatko Drobarov      |
| 30 | Lituania (bandiera)           | A     | Julius Kasparavičius |
| 31 | Algeria (bandiera)            | A     | Zakaria Benchaâ      |
| 32 | Bulgaria (bandiera)           | D     | Martin Dičev         |
| 36 | Bulgaria (bandiera)           | C     | Martin Milušev       |
| 39 | Bulgaria (bandiera)           | C     | Nikolaj Zlatev       |
| 41 | Marocco (bandiera)            | D     | Sami El Anabi        |
| 71 | Bulgaria (bandiera)           | C     | Vasil Panajotov      |
| 77 | Bulgaria (bandiera)           | C     | Stefan Velev         |
| 88 | Bulgaria (bandiera)           | C     | Pavel Georgiev       |

### Rosa 2019-2020
| N. |                       | Ruolo | Calciatore       |
| -- | --------------------- | ----- | ---------------- |
| 2  | Bulgaria (bandiera)   | D     | Cvetomir Panov   |
| 3  | Bulgaria (bandiera)   | D     | Jordan Radev     |
| 5  | Bulgaria (bandiera)   | D     | Stefan Stančev   |
| 6  | Bulgaria (bandiera)   | D     | Viktor Popov     |
| 7  | Capo Verde (bandiera) | C     | Patrick Andrade  |
| 8  | Bulgaria (bandiera)   | D     | Emil Jančev      |
| 9  | Bulgaria (bandiera)   | A     | Ismail Isa       |
| 10 | Bulgaria (bandiera)   | C     | Ilian Iliev      |
| 11 | Algeria (bandiera)    | C     | Mehdi Boukassi   |
| 16 | Bulgaria (bandiera)   | A     | Denislav Angelov |
| 17 | Bulgaria (bandiera)   | A     | Velislav Vasilev |
| 18 | Svizzera (bandiera)   | P     | Miodrag Mitrović |
| 19 | Martinica (bandiera)  | A     | Mathias Coureur  |
| 20 | Portogallo (bandiera) | A     | Jordão Cardoso   |

| N. |                     | Ruolo | Calciatore           |
| -- | ------------------- | ----- | -------------------- |
| 23 | Romania (bandiera)  | C     | Ionuț Neagu          |
| 25 | Bulgaria (bandiera) | P     | Ivan Djulgerov       |
| 26 | Bulgaria (bandiera) | P     | Ivan Dičevski        |
| 27 | Bulgaria (bandiera) | D     | Daniel Dimov         |
| 31 | Bulgaria (bandiera) | C     | Lăčezar Jordanov     |
| 33 | Bulgaria (bandiera) | D     | Miroslav Enčev       |
| 44 | Grecia (bandiera)   | D     | Dīmītrios Chantakias |
| 45 | Bulgaria (bandiera) | D     | Daniel Stojanov      |
| 71 | Bulgaria (bandiera) | C     | Vasil Panajotov      |
| 72 | Brasile (bandiera)  | A     | Rodrigo Henrique     |
| 77 | Bulgaria (bandiera) | C     | Petar Vucov          |
| 93 | Marocco (bandiera)  | D     | Fahd Aktaou          |
| 99 | Bulgaria (bandiera) | C     | Dani Kiki            |

### Stagioni passate
- stagione 2014-2015
- stagione 2015-2016
- stagione 2016-2017
- stagione 2018-2019

## Palmarès

### Competizioni nazionali
- Campionato bulgaro: 4

1925, 1926, 1934, 1938
- Coppa di Bulgaria: 1

2014-2015
- Supercoppa di Bulgaria: 1

2015
- Vtora profesionalna futbolna liga: 3

1956, 1987-1988, 1999-2000

### Altri piazzamenti
- Campionato bulgaro:

Secondo posto: 2023-2024
Terzo posto: 1953, 1955, 2008-2009, 2024-2025
- Coppa di Bulgaria:

Finalista: 2005-2006, 2008-2009
Semifinalista: 1963-1964, 1969-1970, 2022-2023, 2024-2025
- Coppa Intertoto UEFA:

Finalista: 2007

## Allenatori
- 1925-1926  Ernost Murg Allenatore Vladislav
- 1928-1929  Aleksi Aleksiev Allenatore Vladislav
- 1932-1934  Nikola Lyutskanov Allenatore Ticha
- 1938-1939  Cvetan Dimitrov Allenatore Vladislav
- 1948-1960  Ivan Mokanov
- 1960-1962  Lozan Kotsev
- 1962-1963  Manol Manolov
- 1964-1968  Ivan Mokanov
- 1968-1972  Georgi Dimitrov Georgiev
- 1972-1974  Spas Kirov
- 1974-1975  Stoyan Ormandzhiev
- 1975-1976  Georgi Dimitrov
- 1976-1977  Kiril Rakarov
- 1977-1979  Ivan Vasilev
- 1979-1980  Ivan Mokanov
- 1980-1981  Ivan Vasilev
- 1981-1983  Spas Kirov
- 1983-1985  Todor Velikov
- 1985-1989  Bozhil Kolev

- 1989-1990  Todor Velikov
- 1990-1991  Kevork Tahmisyan
- 1991-1992  Todor Velikov
- 1992-1994  Bozhil Kolev
- 1994-1995  Vachko Marinov
- 1995-1996  Nikola Spasov
- 1996-1996  Asen Milushev
- 1996-1996  Damyan Georgiev
- 1997-1997  Tsonyo Vasilev
- 1997-1997  Todor Marev
- 1997-1997  Lyudmil Goranov
- 1997-1998  Rudi Minkovski
- 1998-1999  Svetozar Svetozarov
- 1999-2000  Radi Zdravkov
- 2000-2001  Bozhil Kolev
- 2001-2002  Aleksandar Stankov
- 2002-2004  Velislav Vutzov
- 2004-2006  Ilian Iliev
- 2006-2007  Jasen Petrov
- 2007-  Nikola Spasov